# Archidiocèse d'Ibagué
L'archidiocèse d'Ibagué (en latin : archidioecesis Ibaguensis ; en espagnol : arquidiócesis de Ibagué) est un archidiocèse métropolitain de l'Église catholique en Colombie.

## Territoire

Il comprend 13 municipalités du département de Tolima : Alvarado, Anzoátegui, Cajamarca, Coello (excepté le district de Gualanday qui appartient au diocèse d'Espinal), Ibagué, Piedras, Roncesvalles, Rovira, Santa Isabel, Valle de San Juan et Venadillo ; il comprend aussi les districts de Playarrica dans la municipalité de San Antonio et Payande dans la municipalité de San Luis.
Il possède un territoire d'une superficie de 6 044 km2 divisé en 62 paroisses. Le siège archiépiscopal est dans la ville d'Ibagué où se trouve la cathédrale de l'Immaculée-Conception.

## Historique
Le diocèse est érigé le 20 mai 1900 par le décret Quum legitimae de la congrégation pour les évêques en prenant une partie du territoire du diocèse de Tolimaqui est supprimé le même jour. Ibagué est nommé suffragant de l'archidiocèse de Popayán.
Il cède une portion de territoire le 18 mars 1957 pour l'érection du diocèse d'Espinal.
Il est élevé au rang d'archidiocèse métropolitain le 14 décembre 1974 par la constitution apostolique Quamquam Ecclesiarum du pape Paul VI avec pour suffragants les diocèses d'Espinal, Garzón et Neiva.
Il cède une autre partie de son territoire le 8 juillet 1989 pour la création du diocèse de Líbano-Honda qui rejoint la province ecclésiastique d'Ibagué.

## Évêques et archevêques
évêques
- Sede vacante (1900-1903)

- Ismael Perdomo Borrero (8 juin 1903 - 5 février 1923), nommé archevêque coadjuteur de Bogota
- Pedro María Rodríguez Andrade (10 avril 1924 - 17 mars 1957)
- Arturo Duque Villegas (17 mars 1957 - 7 juillet 1959), nommé archevêque de Manizales
- Rubén Isaza Restrepo (2 novembre 1959 - 3 janvier 1964), nommé archevêque coadjuteur de Bogota
- José Joaquín Flórez Hernández (17 mars 1964 - 14 décembre 1974)

archevêques
- José Joaquín Flórez Hernández (14 décembre 1974 - 25 mars 1993)
- Juan Francisco Sarasti Jaramillo, C.I.M (25 mars 1993 - 17 août 2002), nommé archevêque de Cali
- Flavio Calle Zapata (10 janvier 2003 - 19 mars 2019)
- Orlando Roa Barbosa, depuis le 29 mai 2020